# Dryopteris caucasica
Dryopteris caucasica är en träjonväxtart som först beskrevs av Addison Brown, och fick sitt nu gällande namn av Fraser-jenkins och Corley. Dryopteris caucasica ingår i släktet Dryopteris och familjen Dryopteridaceae. Inga underarter finns listade.